# Elena sabe (pel·lícula)
Elena sabe és una pel·lícula dramàtica argentina de 2023 basada en la novel·la homònima de Claudia Piñeiro. Va ser dirigida per Anahí Berneri i coescrita per Berneri i Gabriela Larralde. Narra la història d'una dona major amb Parkinson que investiga la misteriosa mort de la seva filla. És protagonitzada per Mercedes Morán, Érica Rivas, Miranda de la Serna i Mercedes Scápola.
Produïda per Haddock Films, la pel·lícula va ser anunciada el març del 2022 després de l'adquisició de Netflix dels drets d'autor per a la seva adaptació cinematogràfica. El seu rodatge va començar el febrer del 2023 a la ciutat de Mar del Plata. Elena sabe  es va estrenar inicialment al Festival Internacional de Cinema de Mar del Plata el 4 de novembre de 2023, abans de ser llançada en Netflix el 24 de novembre d'aquest mateix any.

## Argument
Narra la història d'Elena i Rita, una mare i filla que des de sempre van portar una relació tibant, no obstant això, un dia Elena és diagnosticada amb un Parkinson atípic pel que la seva filla Rita ha de posar-se a la cura completa d'ella. Un dia, Rita deixa a la seva mare a la perruqueria i no la torna a buscar més. La policia arriba a la casa d'Elena i li notifica que la seva filla va aparèixer morta. A partir d'això, Elena comença una cerca per saber que va passar amb Rita en aquella nit plujosa. D'altra banda, la pel·lícula mostra flashbacks de com va ser la relació entre Elena i Rita quan eren més joves.

## Repartiment
- Mercedes Morán com a Elena
- Érica Rivas com a Rita Alonso
- Miranda de la Serna com a Rita Alonso (adolescent)
- Mercedes Scápola com a Isabel Herrera
- Marcos Montes com a Pare Juan
- Rocío Belzuz com a Isabel Herrera (adolescene)
- Agustina Muñoz com a Elena (jove)
- Marcos Ferrante com a Pablo Almada
- Alfredo Zenobi com a  Dr. Banegas
- Horacio Camandule com a Oficial Avellaneda
- Susana Pampín com a Docent
- Renata Lavado com a Victoria Sacotti
- Muriel Sago com a Margarita
- Mónica Gonzaga com a Mimí

## Estrena
La pel·lícula es va estrenar oficialment el 3 de novembre de 2023 en el Festival Internacional de Cinema de Mar del Plata, on va formar part de la competència internacional i va ser projectada en sala Piazzolla del Teatre Auditorium. Després, es va estrenar de manera limitada a les sales de cinemes de l'Argentina el 16 de novembre d'aquest mateix any, abans de ser llançada mundialment a Netflix el 24 de novembre.

## Recepció
La pel·lícula va rebre crítiques positives per part dels experts. Juan Pablo Cinelli de Página/12 va assenyalar que «el joc entre el drama i el policial no funciona tan bé en pantalla com en el text original», però va destacar l'actuació de Morán dient que «aconsegueix transmetre la fragilitat del personatge». Paula Vázquez Prieto de La Nación va elogiar el treball actoral de Morán, reconeixent que interpreta amb precisió a Elena, on «aconsegueix una interpretació justa, potent en la seva falta d'excessos» i que els millors moments es donen quan es presenta la solitud del personatge.
En una ressenya per Clarín, Pablo O. Scholz va escriure que la pel·lícula compta amb un «lluïment extern i intern», on la primera escena «llueix des de l'extern tremendament desmillorada, en una caracterització acabada, correcta» i que «Rivas no pot treure molt de profit de les oportunitats que li dona el guió, les anades i les tornades del qual poden arribar a confondre en algun moment a l'espectador».

### Premis i nominacions
| Llista de premis i nominacions | Llista de premis i nominacions                    | Llista de premis i nominacions       | Llista de premis i nominacions    | Llista de premis i nominacions | Llista de premis i nominacions |
| Any                            | Organització                                      | Categoria                            | Nominat/a(s)                      | Resultat                       | Ref(s)                         |
| ------------------------------ | ------------------------------------------------- | ------------------------------------ | --------------------------------- | ------------------------------ | ------------------------------ |
| 2023                           | Festival Internacional de Cinema de Mar del Plata | Millor llargmetratge                 | Elena sabe                        | Nominat                        | [ 12 ] [ 13 ]                  |
| 2023                           | Festival Internacional de Cinema de Mar del Plata | Menció especial                      | Anahí Berneri                     | Guanyador                      | [ 12 ] [ 13 ]                  |
| 2023                           | Festival Internacional de Cinema de Mar del Plata | Millor direcció artística            | Fernanda Chali                    | Guanyador                      | [ 12 ] [ 13 ]                  |
| 2023                           | Festival Internacional de Cinema de Mar del Plata | Millor disseny de locacions          | APPLAA                            | Guanyador                      | [ 12 ] [ 13 ]                  |
| 2024                           | Premis Sur                                        | Millor actriu                        | Mercedes Morán                    | Nominat                        | [ 14 ]                         |
| 2024                           | Premis Sur                                        | Millor guió adaptat                  | Anahí Berneri i Gabriela Larralde | Nominat                        | [ 14 ]                         |
| 2024                           | Premis Sur                                        | Millor maquillatge i caracterització | Emmanuel Miño                     | Guanyador                      | [ 14 ]                         |